# DePaul University
DePaul University – niepubliczna, katolicka uczelnia wyższa w Chicago, założona w 1898 roku przez Zgromadzenie Księży Misjonarzy. Jej patronem jest święty Wincenty a Paulo.
Jest największym uniwersytetem katolickim oraz jedną z 10 największych i najlepszych uczelni niepublicznych w Stanach Zjednoczonych.

## Wydziały

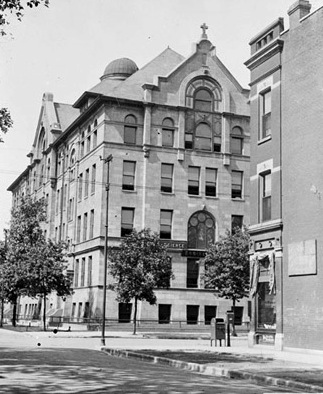
Uniwersytet DePaul (1911)

Uniwersytet DePaul składa się z 5 kampusów oraz 10 szkół, kolegiów i wydziałów, w tym:
- Driehaus College of Business (Wydział Zarządzania)
- College of Communication (Wydział Dziennikarstwa)
- College of Law (Wydział Prawa)
- College of Computing and Digital Media (Wydział Informatyki)
- College of Liberal Arts & Social Sciences (Wydział Socjologii i Nauk Społecznych)
- School for New Learning (Wydział Nowego Nauczania)
- College of Education (Wydział Pedagogiczny)
- School of Music (Wydział Muzyczny)
- The Theatre School (Wydział Sztuki Dramatycznej)
- College of Science and Health (Wydział Medyczny)
- Continuing and Professional Education („Uniwersytet Trzeciego Wieku”)

Kampusy: Lincoln Park, Loop, Naperville, Oak Forest, O’Hare.

## Znani absolwenci

### Politycy
- Philip Kotler – ekonomista, profesor Kellogg School of Management
- Richard M. Daley – polityk, burmistrz Chicago w latach 1989–2011

### Sportowcy
- Mark Aguirre – koszykarz, dwukrotny mistrz NBA
- Wilson Chandler – koszykarz
- Elene Gedewaniszwili – łyżwiarka figurowa
- George Mikan – koszykarz, pięciokrotny mistrz ligi NBA, członek Basketball Hall of Fame
- Quentin Richardson – koszykarz

### Muzycy
- Ramsey Lewis – pianista i kompozytor jazzowy, osobowość radiowa; nazywany największym performerem jazzu
- Ray Manzarek – muzyk, klawiszowiec zespołu The Doors, który założył wspólnie z Jimem Morrisonem
- Jim O’Rourke – muzyk i producent muzyczny, zdobywca nagroda Grammy
- Peter Wentz – basista i kompozytor amerykańskiego zespołu Fall Out Boy

### Aktorzy
- Gillian Anderson – aktorka, znana z roli agentki Dany Scully w serialu Z Archiwum X
- Tom Bosley – aktor, znany z roli księdza Dowlinga z serialu Detektyw w sutannie
- Monique Coleman – aktorka i piosenkarka
- Judy Greer – aktorka
- Linda Hunt – aktorka, laureatka Oscara za rolę drugoplanową w filmie Rok niebezpiecznego życia
- Stana Katic – aktorka
- Joe Mantegna – aktor
- Elizabeth Perkins – aktorka
- Karl Malden – aktor, laureat Oscara za drugoplanową rolę w filmie Tramwaj zwany pożądaniem
- John C. Reilly – aktor, nominowany do Oscara za najlepszą rolę drugoplanową w filmie Chicago
- Leonard Roberts – aktor
- Michael Rooker – aktor